# Clockwiser

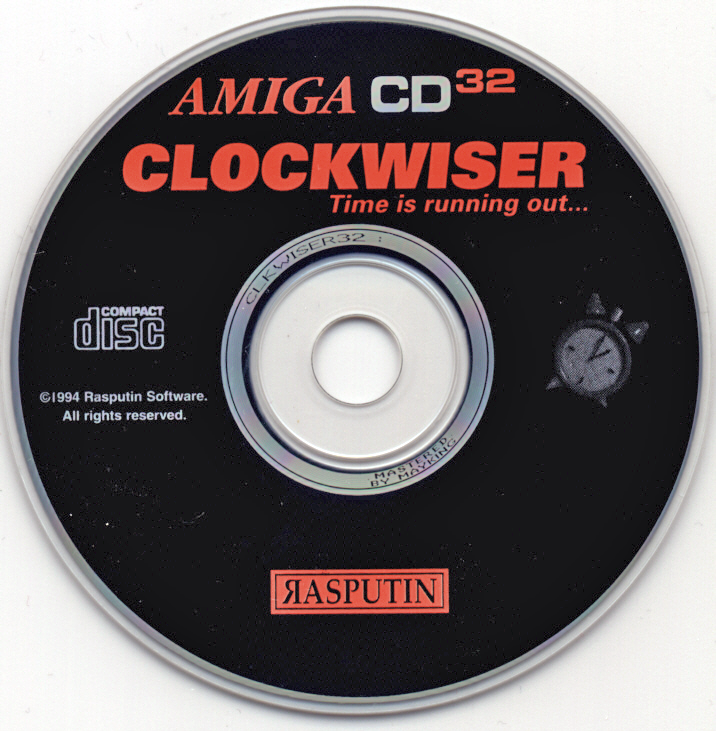
De Amiga CD32 console CD-ROM van Clockwiser.

Clockwiser is een computerspel in het puzzelgenre voor de Commodore Amiga, Amiga AGA, CD32-console, MS-DOS en Windows, ontwikkeld door het Nederlandse Team Hoi en gepubliceerd door het Britse Rasputin Software in 1994.

## Ontwikkeling
Clockwiser (subtitel Time is running out...) was Team Hoi's eerstvolgende hoofdproject na Hoi en het kleinschalige puzzelspel Cognition. De speler moet in Clockwiser een opstelling van elementen met verschillende eigenschappen identiek zien te krijgen aan een opstelling aan de rechterzijde van het speelscherm.
De ontwikkelaars Metin Seven en Reinier van Vliet reisden in 1993 naar de Britse uitgever Psygnosis in Liverpool nadat deze interesse toonde. Psygnosis was onder meer bekend van Lemmings en de Shadow of the Beast games.
Bij Psygnosis werd echter duidelijk dat men een MS-DOS-conversie van Clockwiser vereiste om publicatie rendabel te maken. Aangezien Van Vliet alleen kennis had van het ontwikkelen voor Commodore-systemen, besloot hij vervolgens met Seven om naar een andere geïnteresseerde uitgever te reizen: Rainbow Arts in het Duitse Gütersloh, bekend van onder meer de game-serie Turrican en The Great Giana Sisters. Maar ook Rainbow Arts stond op een MS-DOS-versie en gaf als investering een pc uit de 386-serie met monitor aan Van Vliet mee om de conversie op te verwezenlijken.
De pc-chipset en assemblycode bleken zodanig af te wijken van de voor Van Vliet bekende Amiga-chipset en assemblycode, dat Van Vliet afzag van het realiseren van de conversie. De pc stond vervolgens nog korte tijd bij Seven, die er de MS-DOS versie van Deluxe Paint op uitprobeerde, tot de voeding van de pc onverwacht explodeerde, en Seven aan Rainbow Arts moest melden dat hun uitgeleende pc was ontploft. De leden van Team Hoi grapten onderling dat een Amiga geen pc duldde op dezelfde stekkerdoos.
Toen Team Hoi een derde, Britse uitgever genaamd Rasputin Software had benaderd die ook weer om een pc-conversie verzocht, werd aan de pas bevriende pc-programmeur Peter Schaap uit Huizen gevraagd om een MS-DOS- en Windowsconversie te verzorgen, hetgeen hij op zich nam.

## Publicatie
Clockwiser werd in 1994 uitgegeven voor de Amiga, AGA Amiga, CD32-console, MS-DOS en Windows. De game werd warm ontvangen door de internationale games-pers. Het Britse tijdschrift CU Amiga (voorheen Commodore User) kende Clockwiser een score van 82% toe.
Het Nederlandse Amiga Magazine recenseerde Clockwiser in de uitgave van september / oktober 1994, met een 8 als waardering.
Net als bij SIDmon en Hoi bleek ook uitgever Rasputin geen royalty's uit te keren, ondanks verschillende aanmaningen van Team Hoi.

## Epiloog
In 2010 werd Clockwiser opnieuw uitgegeven als game voor Android. Verder was er met ingang van 2008 enkele jaren een gratis online Clockwiser-versie te spelen, en in 2014 werd de game nog uitgebracht voor Apple iOS.

## Platforms
| Jaar | Platform     |
| ---- | ------------ |
| 1994 | Amiga        |
| 1994 | Amiga AGA    |
| 1994 | Amiga CD32   |
| 1994 | MS-DOS       |
| 1994 | Windows      |
| 2008 | Online (WWW) |
| 2010 | Android      |
| 2014 | iOS          |

## Ontvangst
| Beoordeeld door          | Platform | Datum          | Score |
| ------------------------ | -------- | -------------- | ----- |
| Amiga Dream              | Amiga    | oktober 1994   | 83%   |
| CU Amiga                 | Amiga    | augustus 1994  | 82%   |
| Amiga Format             | Amiga    | juli 1994      | 81%   |
| Amiga Magazine           | Amiga    | september 1994 | 8/10  |
| Amiga Power              | Amiga    | augustus 1994  | 79%   |
| Amiga User International | Amiga    | oktober 1994   | 79%   |
| The One                  | Amiga    | augustus 1994  | 76%   |
| Amiga Action             | Amiga    | november 1994  | 76%   |